# Operación Hailstone
La Operación Hailstone fue una masiva operación aeronaval estadounidense ocurrida en el Frente del Pacífico, durante la Segunda Guerra Mundial, durante los días 17 y 18 de febrero de 1944 en contra de la base aeronaval japonesa del atolón de Truk, en las islas Carolinas, en el océano Pacífico.
Esta operación norteamericana devastó una de las mayores bases de la Armada Imperial Japonesa en las Islas Carolinas, hundiendo una gran cantidad de unidades de superficie la Flota Combinada japonesa.

## Historia previa
El atolón de Truk pertenece a la actual Micronesia, y fue descubierto en 1521 por Fernando de Magallanes y tomada en nombre de la Corona española.
El atolón está compuesto en su interior por 8 islas principales: Dublon, Fefan, Jman, Moen, Udoy, Ulalu, Fala y Tol.
Posteriormente fue bautizado como el archipiélago de las Carolinas por España, hasta la ocupación por parte de Alemania en 1885 con la intención de establecer un protectorado lo que provocó un conflicto diplomático. Más tarde en 1895, España cedió a Alemania estas islas a cambio de 25 millones de pesetas dirimiendo la situación.
El atolón de Truk fue obtenido como un botín de guerra por el Japón a Alemania, en 1914 en los inicios de la 
Primera Guerra Mundial y se acordó con los Estados Unidos, un pacto de no-militarización que sería roto por la nación insular en 1935.
Inicialmente se le destinó como una instalación para presidiarios y se le dotó más tarde de una base aérea, un hospital y un campamento de prisioneros. En 1935, se comenzó a militarizar el atolón dada su posición estratégica.
De este modo, el atolón de Truk llegó a ser la que sería una de las más importantes bases aeronavales de ultramar japonesa. La base aeronaval de Truk llegó a tener una vital importancia logística al proveer de soporte a la Flota Combinada y centro neurálgico para el desarrollo de los planes de expansión del Japón.

## Desarrollo de la operación
El alto mando norteamericano había empezado a considerar en enero de 1944 a Truk como una de sus próximas operaciones mayores dada la importancia estratégica para el Japón; sin embargo, a pesar de ser un secreto, la inteligencia japonesa logró en la última quincena de enero descifrar unos comunicados estadounidenses que apuntaban a que las islas Carolinas estarían en la mira del poder aeronaval estadounidense. La fecha del ataque no estaba especificada.
El 1 de febrero de 1944, los estadounidenses desembarcaron en Kwajalein y en Eniwetok distante 700 millas de Truk.
El almirante Raymond Spruance ordenó al contralmirante Marc A. Mitscher preparar un ataque masivo a Truk usando el factor sorpresa.
El 4 de febrero de 1944, durante un vuelo de reconocimiento estadounidense, a cargo de dos Catalina PB4Y, se pudo apreciar que la isla de Truk tenía una cincuentena de buques de diferentes tipos, entre ellos estaba el acorazado Musashi, el crucero Oyodo, el crucero Agano, entre otros, además de submarinos y aeronaves. 
Los japoneses al mando del almirante Mineichi Koga empezaron a retirar a sus unidades mayores del atolón en forma paulatina esa misma semana inicial de febrero, destinándo primeramente a las unidades mayores como el Musashi y varios cruceros ligeros a Singapur, Palaos y a otros destinos. Sin embargo, el retiro no lograría completarse del todo sorprendiendo al grueso de la flota auxiliar aún fondeado en la rada del atolón.

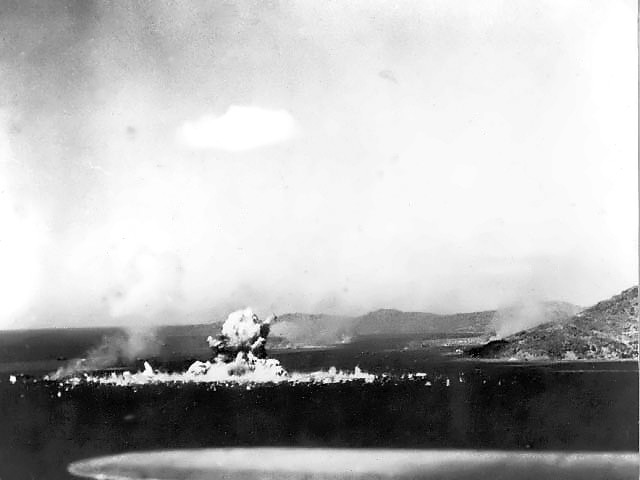
Brutal explosión del Aikoku Maru

### Fuerza de ataque
La Task Force N.º 58 se dividió en tres grupos, dos de ellos para dar cobertura aérea y uno para las operaciones de superficie.
Task Group 58.1 bajo el mando del contralmirante John V. Reeves estaba formada por los portaaviones USS Yorktown (CV-10) y USS Enterprise (CV-6)); 4 cruceros ligeros (USS Mobile (CL-63), USS Biloxi (CL-80), USS Santa Fe (CL-60) y USS Oakland (CL-95)), el portaviones auxiliar USS Belleau Wood (CVL-24) además de 8 destructores de escolta.
Task Group 58.2 bajo el mando del contralmirante Albert E. Montgomery, formado por los portaaviones USS Intrepid (CV-11), USS Essex (CV-9) y el portaaviones auxiliar USS Cabot (CVL-28), tres cruceros pesados (USS Baltimore (CA-68), USS Wichita (CA-45) y USS San Francisco (CA-38)), el crucero antiaéreo USS San Diego (CL-53) y diez destructores.
Finalmente la Task Group 58.3 comandado por el contralmirante Frederic C. Sherman, estaba formada por el portaaviones de escuadra USS Bunker Hill (CV-17), los portaaviones auxiliares USS Cowpens (CVL-25), USS Monterey (CVL-26) y once destructores.
Destacado hacia la salida norte del Atolón se envió al USS Iowa (BB-61) para interceptar cualquier unidad enemiga que escapase por ese sector.
El total de aeronaves que participaría en el ataque sería alrededor de 500, conformada por bombarderos Grumman Avenger, cazas Hellcat, bombarderos en picado Helldiver y Dauntless.

### El ataque
Al amanecer del 17 de febrero de 1944, los estadounidenses comenzaron el asalto realizando alrededor de 500 misiones de bombardeo sobre las unidades japonesas, instalaciones en tierra, tanques de combustible, aeródromos y sorprendiendo a varios buques de guerra en los alrededores del archipiélago. Submarinos estadounidenses cubrieron toda posible ruta de escape torpedeando a varios buques de guerra que escapaban del atolón. La defensa antiaérea japonesa fue muy efectiva logrando derribar algunas decenas de aparatos.
El ataque en oleadas fue tan masivo que se logró prácticamente hacer una operación por cada hora diurna disponible durante esos dos días no dejando ningún objetivo indemne.
El USS Enterprise (CV-6) realizó además misiones de ataque nocturno cuyos pilotos se anotaron un tercio de los objetivos destruidos.

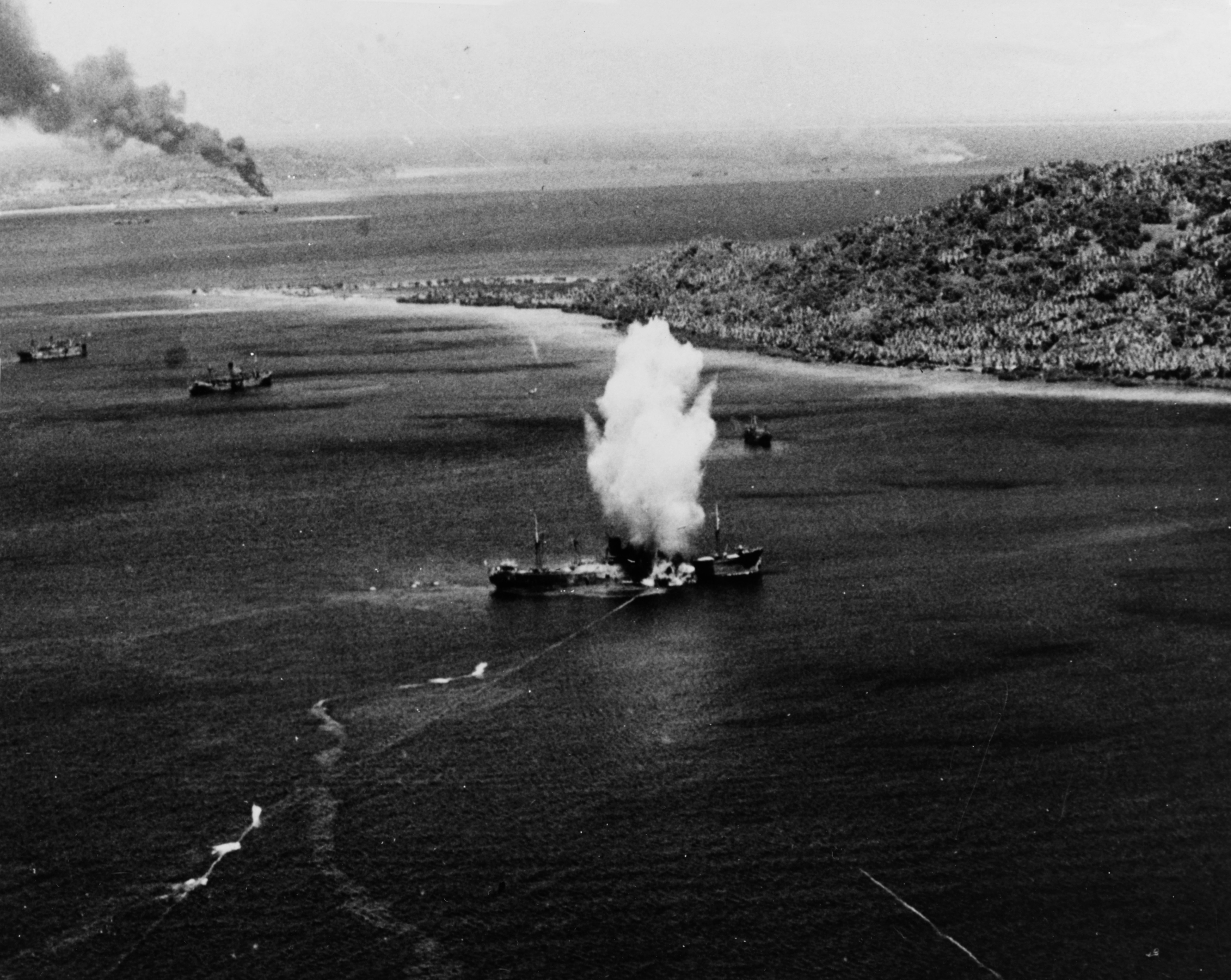
Un transporte japonés es torpedeado en Truk

Al amanecer del día 17, un Grumman TBF Avenger proveniente del portaaviones estadounidenses  USS Intrepid (CV-11) picó en contra del Aikoku Maru, un transatlántico transformado en crucero auxiliar, que estaba anclado al costado de la isla Dublon, la bomba de 250 kg logró penetrar la bodega proel n.º 1 que almacenaba explosivos de alto poder provocando una tremenda explosión que partió limpiamente al buque en dos a la altura del puente, destruyendo todo el sector de proa, provocando la muerte a la totalidad de la tripulación y de los soldados embarcados (incluyendo a los que estaban en el interior de la bodega de popa). La explosión fue tan potente que su propio atacante fue alcanzado por la onda expansiva destruyéndole en el aire.
Situaciones similares sufrieron otros barcos auxiliares y buques de apoyo de submarinos cuyas formidables explosiones provocaron una depresión en el cercano fondo marino y que se hundieron inmediatamente o quedaron al garete hundiéndose más tarde. El fondo de la laguna se convirtió en un cementerio de barcos japoneses que a su vez se transformaron en osarios. El ataque hundió, además, un submarino de primera clase, el I-169, un hidroavión Emily y un remolcador. 

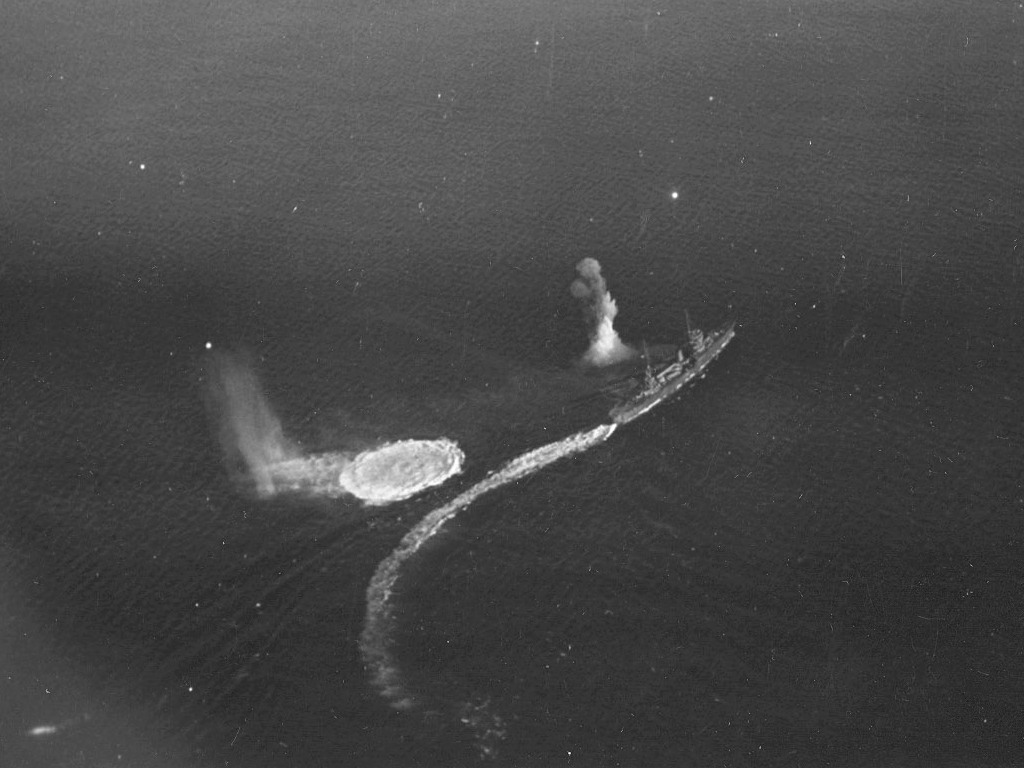
El crucero ligero Katori siendo ahorquillado por salvas enemigas.

El destructor Oite fue hundido cuando regresaba con 400 sobrevivientes del crucero Agano perdiéndose la totalidad de las vidas a bordo.  El crucero ligero  Katori  logró salir del atolón horas antes, pero 75 km hacia el noroeste fue interceptado, acribillado y hundido a cañonazos por el acorazado USS New Jersey (BB-62), buque líder de la Task Force 50.9, el Katori fue hundido junto al destructor Maikaze.
La operación se extendió hasta el 18 del día siguiente destruyendo totalmente la base naval dejándola completamente inoperante por el resto de la guerra y fue considerada un éxito por los estadounidenses. La base fue dejada de lado sin ser conquistada por los estadounidenses y su rendición oficial fue el 2 de septiembre de 1945.

## Consecuencias
La primera consecuencia para el Japón fue la pérdida de 250 aviones y unas 200.000 toneladas de barcos destruidos incluidos buques de apoyo, además de una importante base estratégica.
Los japoneses perdieron 2 cruceros auxiliares, 2 tenders de submarinos, 1 submarino, 4 buques tanque, 4 transporte de tropas, 2 buques cisterna, 2 cargueros con transportes, 3 petroleros, 4 destructores, 3 cruceros ligeros, de ellos el Agano fue la única unidad de relativa mayor importancia que fue hundida.
El número de bajas japonesas no está bien documentado.

## Pérdidas japonesas
| Unidades japonesas hundidas |          | |
| Tipo                        | Cantidad | Nombre |
| Cruceros auxiliares         | 3        | Aikoku Maru, Fukikawa Maru, Kiyuzumi Maru.                                                                       |
| Cruceros ligeros            | 3        | Agano, Katori, Naka.                                                                                             |
| Destructores                | 4        | Oite, Fumizuki, Maikaze, Tachikaze.                                                                              |
| Petroleros                  | 2        | Fujisan Maru, Shinkoku Maru.                                                                                     |
| Transportes de tropas       | 4        | Amagisan Maru, Kansho Maru , Río de Janeiro Maru, Yamahigi Maru.                                                 |
| Transportes mixtos          | 8        | San Francisco Maru, Sankisan Maru , Sapporo Maru, Taiho Maru, Momokawa Maru, Reiyo Maru, Akagi maru, Unkai Maru. |
| Buques cisterna             | 1        | Nippon Maru. |
| Tenders de Submarinos       | 2        | Dai Na Hino Maru, Heian Maru.                                                                                    |
| Buques tanqueros            | 4        | Hoki Maru, Hoyo Maru, Gosei Maru, Hanakawa Maru.                                                                 |
| Submarinos                  | 1        | I-169 |

## Pérdidas estadounidenses.
Dada la envergadura de la operación, y lo feroz de la defensa antiaérea japonesa, los estadounidenses tuvieron relativamente pocas bajas.
- 25 aviones de diverso tipo.
- 40 muertos en acción.
- Un portaviones dañado por torpedo, el USS Intrepid (CV-11).
- Un acorazado dañado por una bomba: USS Iowa (BB-61).